# My Dear Melancholy
Albums de The Weeknd
Starboy
(2016) The Weeknd in Japan
(2018)
Singles
1. Call Out My Name
Sortie : 10 avril 2018

My Dear Melancholy est le premier EP du chanteur canadien The Weeknd, sorti le 30 mars 2018 sous les labels XO et Republic Records et produit par Frank Dukes, Gesaffelstein, Mike Will Made It, DaHeala, Skrillex et Guy-Manuel de Homem-Christo, entre autres.
My Dear Melancholy est décrit comme un retour au style plus sombre des albums précédents du chanteur, comparé à  Trilogy et Kiss Land. L'EP est promu par le single principal, Call Out My Name.

## Contexte et sortie
Le 28 mars 2018, le chanteur canadien annonce la sortie d'un nouveau projet, en publiant une capture d'écran d'une conversation par SMS entre La Mar Taylor, et lui-même, sur la question de savoir « s'ils devaient ou non sortir [un nouveau projet le] vendredi ». Le lendemain, il annonce la sortie du projet, en partageant sa couverture et son titre. Après la sortie de l'album, les extraits musicaux de Call Out My Name et Try Me sont sortis en exclusivité sur la plateforme musicale Spotify.

## Composition et paroles
Le projet est décrit comme plus « sombre » que les précédents albums du chanteur et est qualifié comme un retour à son travail antérieur, mais avec une production plus basée sur la musique électronique. Israel Daramola de Spin le décrit comme « un retour aux sons sombres des repaires de drogue et de ses premiers travaux ».
My Dear Melancholy est caractérisé comme un projet mélangeant les styles RnB contemporain et Electropop avec des productions de Skrillex et Guy-Manuel de Homem-Christo de Daft Punk. Le seul duo de l'EP est avec l'artiste Gesaffelstein qui a également produit les titres I Was Never There et Hurt You. 
Sur le plan lyrique, l'extended play se concentre sur le chagrin d'amour et la colère liés à une rupture. Les paroles abordent les relations passées du chanteur, principalement ses romances très médiatisées avec le mannequin Bella Hadid et la chanteuse Selena Gomez, Ce thème est un changement complet par rapport aux albums du chanteur, qui sont basés sur la pop et plus grand public. Il chante en évoquant l'opération de transplantation rénale de Selena Gomez et sa relation avec Justin Bieber. Lisa Respers France, de CNN, qualifiant la chanteuse de muse. The Weeknd retravaille les paroles de la chanson Same Old Love sur la chanson Wasted Times d'une façon que Billboard décrit comme étant un supplice. 

## Accueil critique
My Dear Melancholy, reçoit un accueil mitigé dans la presse. Alexis Pretidis de The Guardian considère que l'EP comprend une « production fantomatique et magnifique, mais des paroles qui sont incroyablement solipsistes ».

## Liste des titres
| 1.    | Call Out My Name                            | Abel Tesfaye, Adam Feeney, Nicolas Jaar                                                         | Frank Dukes                                   | 3:48 |
| 2.    | Try Me (en)                                 | Tesfaye, Ahmad Balshe, Jason Quenneville, Feeney, Michael Len Williams II, Marquel Middlebrooks | Mike Will Made It, Marz, Frank Dukes, DaHeala | 3:41 |
| 3.    | Wasted Times (en)                           | Tesfaye, Brittany Hazzard, Sonny Moore, Feeney                                                  | Frank Dukes, Skrillex                         | 3:40 |
| 4.    | I Was Never There (featuring Gesaffelstein) | Tesfaye, Mike Lévy, Feeney                                                                      | Gesaffelstein, Frank Dukes                    | 4:01 |
| 5.    | Hurt You (featuring Gesaffelstein)          | Guy-Manuel de Homem-Christo, Tesfaye, Lévy, Feeney, Henry Russell Walter                        | Gesaffelstein, de Homem-Christo, Cirkut       | 3:50 |
| 6.    | Privilege                                   | Tesfaye, Quenneville, Feeney                                                                    | Frank Dukes, DaHeala                          | 2:50 |
| 21:50 |                                             |                                                                                                 |                                               |      |

## Personnel
Crédits : 
- DaHeala – Synthétiseur, programmation
- Shin Kamiyama – ingénieur
- Florian Lagatta – ingénieur
- Jaycen Joshua – mixage
- Skrillex – mixage
- Tom Norris – mixage
- David Nakaji – assistant mixage
- Maddox Chhim – assistant mixage
- Ben Milchev – assistant mixage
- Chris Athens – mastérisation

## Classements hebdomadaires
| Classement (2018)                   | Meilleure place |
| ----------------------------------- | --------------- |
| Allemagne (Media Control AG)        | 7               |
| Australie (ARIA)                    | 3               |
| Autriche (Ö3 Austria Top 40)        | 8               |
| Belgique (Flandre Ultratop)         | 3               |
| Belgique (Wallonie Ultratop)        | 22              |
| Canada (Canadian Albums Chart)      | 1               |
| Danemark (Tracklisten)              | 1               |
| Écosse (OCC)                        | 8               |
| Espagne (Promusicae)                | 45              |
| États-Unis (Billboard 200)          | 1               |
| États-Unis (Top R&B/Hip-Hop Albums) | 1               |
| Finlande (Suomen virallinen lista)  | 3               |
| France (SNEP)                       | 17              |
| Irlande (IRMA)                      | 2               |
| Italie (FIMI)                       | 24              |
| Norvège (VG-lista)                  | 1               |
| Nouvelle-Zélande (RIANZ)            | 2               |
| Pays-Bas (Mega Album Top 100)       | 3               |
| Portugal (AFP)                      | 16              |
| Royaume-Uni (UK Albums Chart)       | 3               |
| Royaume-Uni (R&B Albums)            | 1               |
| Suède (Sverigetopplistan)           | 1               |
| Suisse (Schweizer Hitparade)        | 4               |

## Certifications
| Pays                  | Certification | Unités certifiées |
| --------------------- | ------------- | ----------------- |
| Canada (Music Canada) | Or            | 40 000            |
| Danemark (IFPI)       | Or            | 10 000            |
| États-Unis (RIAA)     | Platine       | 1 000 000         |
| Royaume-Uni (BPI)     | Or            | 100 000           |